# 21 AT 33
『21 AT 33』は、1980年に発表されたエルトン・ジョンのアルバム。

## 解説
前作に比較すれば従来の路線に戻った音作りがなされたアルバム。AOR風味。
タイトルは33歳での21枚目のアルバムという意味である（アナログ盤二枚組は2枚と数える。ベスト盤二枚も含む）。
コーラスの印象的な曲が多く、ビーチ・ボーイズのブルース・ジョンストンがアレンジした「ディア・ゴッド」では、ソフトロックのカート・ベッチャー、キャプテン&テニールのトニー・テニールらが見事なコーラスワークを見せている。

## 収録曲
1. チェイシング・クラウン - "Chasing the Crown"
2. リトル・ジニー - "Little Jeannie"
3. 恋という名のゲーム - "Sartorial Eloquence"
4. トゥー・ルームス - "Two Rooms at the End of the World"
5. ホワイト・レディ - "White Lady White Powder"
6. ディア・ゴッド - "Dear God"
7. 愛のおとしあな - "Never Gonna Fall in Love Again"
8. テイク・ミー・バック - "Take Me Back"
9. ギブ・ミー・ザ・ラブ - "Give Me The Love"

- 作詞 1,4,5：バーニー・トーピン、2,6,8：ゲイリー・オズボーン、3,7：トム・ロビンソン、9：ジュディ・ツーク
- 作曲 エルトン・ジョン

## 参加ミュージシャン
- エルトン・ジョン - Vocal, Piano：1,3,5,6曲目, Yamaha electric Piano：4曲目,Wurlitzer electric Piano：8曲目, Overdubbed Piano：9曲目,Backing Vocal：1,3,6曲目
- ジェームズ・ニュートン・ハワード - Yamaha CS80：2曲目, Fender Rhodes：2,6,7曲目,Electric Keyboards：3,7曲目, Piano：9曲目
- クライヴ・フランクス - Tambourine：4,6曲目,Cow Bell：4曲目
- アルヴィン・テイラー (Alvin Taylor) - Drums：1,3,4,6〜9曲目
- レジー・マクブライド (Reggie McBride) - Bass：1〜4,6〜9曲目
- デヴィッド・ペイチ (David Paitch) - Organ：6曲目
- スティーヴ・ルカサー - Electric Guitar：1,3,4,6〜9曲目
- リッチー・ジット (Ritchie Zito) - Acoustic Guitar：2,7曲目,Electric Guitar：5曲目
- ジム・ホーン (Jim Horn) - Alto Saxphone：2曲目,Tenor Saxphone：4曲目,Piccolo：2曲目,Bass Arrangement：2,4曲目
- リッチー・カナタ (Richie Cannata) - Alto Saxphone：7曲目
- ラリー・ウィリアムズ - Tenor Saxphone：9曲目
- チャック・フィンドレー (Chuck Findley) - Trumpet：2,4曲目,Trombone：2,4曲目
- ジェリー・ヘイ - Trumpet：4,9曲目,Fligelhorn：2,9曲目,Bass Arrangement：9曲目
- ラリー・ホール (Larry Hall) - Trumpet：9曲目,Fligelhorn：9曲目
- ビル・ライヒェンバッハ - Trombone：9曲目
- バイロン・バーリン (Byron Berline) - Fiddle：8曲目
- ヴィクター・フェルドマン (Victor Feldman) - Tambourine：1,3,5,8曲目
- レニー・カストロ (Lenny Castro) - Congas：5,9曲目
- ゲイリー・オズボーン - Backing Vocal：3曲目
- ヴェネット・グラウド (Vennette Gloud)、カーメン・トゥリー(Carmen Twillie) - Backing Vocal：1,3,6,9曲目
- ステファニー・シュプール (Stephanie Spruill) - Backing Vocal：1,3,6曲目
- マックス・グロネンサル (Max Gronenthal) - Backing Vocal：2,3曲目
- トニー・テニール、ピーター・ムーア(Peter Moore)、カート・ベッチャー、ジョン・ジョイス(John Joyce)、ジョー・シェマイ(Joe Chemay) - Backing Vocal：6曲目
- デヴィッド・フォスター - Strings Arrangement：9曲目

- ナイジェル・オルソン - Drums：2,5曲目
- ディー・マレイ - Bass：5曲目, Backing Vocal：2,3,9曲目
- ビル・チャンプリン -  Backing Vocal：2,3,9曲目
- ドン・ヘンリー - Backing Vocal：5曲目
- グレン・フライ - Backing Vocal：5曲目
- ティモシー・B・シュミット - Backing Vocal：5曲目
- ブルース・ジョンストン - Backing Vocal & Choraie vocal section arrangement：6曲目

## 製作
- エルトン・ジョン - Producer
- クライヴ・フランクス - Producer, Engineer
- パトリック・ジニー(Patrick Jaunead) - Engineer
- ジョン・リード - Management
- ノーマン・ムーア(Norman Moore) - Sleeve Design